# 天堂高地 (佛羅里達州)
天堂高地（英語：Paradise Heights）是位於美國佛羅里達州橙縣的一個人口普查指定地區。

## 地理
天堂高地的座標為28°37′21″N 81°32′42″W / 28.62250°N 81.54500°W，而該地最高點為海拔高度30米（即98英尺）。

## 人口
根據2010年美國人口普查的數據，天堂高地的面積為1.20平方千米，當中陸地面積為1.20平方千米，而水域面積為0.00平方千米。當地共有人口1215人，而人口密度為每平方千米1,012人。